# Половли
Половли (укр. Половлі) — село во Владимирецкой поселковой общине Варашского района Ровненской области Украины.
До 2020 года входило во Владимирецкий район.
Население по переписи 2001 года составляло 873 человека. Почтовый индекс — 34351. Телефонный код — 3634. Код КОАТУУ — 5620888301.